# Snaigė
Snaigė (Сна́йге — «снежинка») — литовская компания, занимающаяся изготовлением холодильников.
Штаб-квартира компании расположена в Алитусе. Единственный производитель холодильных установок в Прибалтике. Производит более 30 моделей и около 200 разных модификаций холодильников, морозильников, витрин и винных холодильников, запасные части к ним. 97 % продукции экспортируется более чем в 30 стран Европы и Азии. Производственные мощности — 550 000 холодильников и морозильников в год.
В 2012 году произвела и реализовала на российском рынке 4,9 тыс. коммерческих холодильников.

## История
В 1963 году на производственной базе Алитусского машиностроительного завода было начато производство первых бытовых холодильников в Литве.
В 1964 году оборудован первый конвейер холодильных агрегатов.
В 1966 году производственный процесс был существенно усовершенствован: запущены конвейеры по сборке холодильников.
В 1967 году оборудована новая линия по производству пластмассовых деталей, приобретенная в Германии и Венгрии.
В 1975 году выпущено более 1 млн холодильников.
В 1977 году «Snaigė» вошла в производственное объединение «Атлант».
В 1983 году начат экспорт в зарубежные страны.
В 1990 году общество перешло в подчинение Литовской Республики.
В 1992 году компания была приватизирована и зарегистрирована как акционерное общество.
В 2004 году был приобретён завод в Калининграде.
В 2011 году российская компания «Полаир» приобрела 59,86 % акций компании.
В 2017 году контрольный пакет акций перешёл к зарегистрированной на Кипре компании «Sekenora Holdings Limited».